# Charles Weeghman
Charles Henry Weeghman (8 de marzo de 1874 - 1 de noviembre de 1938) fue empresario estadounidense de origen judío, uno de los fundadores de la organización profesional de béisbol de corta duración llamada Federal League (1914-1915). Había hecho una fortuna en los mostradores de almuerzo en el área de Chicago.

## Biografía
Nació el 8 de marzo de 1874 en Richmond, Indiana. Asistió a la preparatoria Richmond.
Weeghman trabajó para Charles King como mesero por $10 (aproximadamente $307.3 actuales) por semana. King rápidamente promovió a Weeghman, quien finalmente abrió su propio mostrador de almuerzo en Chicago. King, quien habría sido el principal rival de Weeghman, murió el día que abrió el primer restaurante de Weeghman. Sirviendo solo sándwiches fríos, sus comensales comían en los pupitres escolares de un brazo para que Weeghman pudiera acomodar más sillas en el restaurante. En un momento, Weeghman era dueño de quince de estos comensales, con uno ubicado en Madison y Dearborn que atendía a 35.000 personas cada día.
En 1899 se casó con Bessie Webb.
En 1911, Weeghman hizo un intento fallido de comprar una participación mayoritaria en los Saint Louis Cardinals. La propietaria de los Cardinals, Helene Hathaway Britton, había heredado recientemente el equipo tras la muerte de su tío, Stanley Robison, pero ella rechazó la oferta de Weeghman de $350.000 por el club, y finalmente vendió el equipo a Sam Breadon en 1917.
Su patrimonio neto se estimó en $8.000.000 (aproximadamente $202.000.000 actuales) para 1915. En 1916 compró los Chicago Cubs por $500.000 (aproximadamente $12.000.000 actuales).
Weeghman fundó Chicago Whales y construyó un nuevo estadio de béisbol de acero y concreto, Weeghman Park, para que jueguen. Alquiló la tierra, el antiguo sitio del Seminario Teológico de la Iglesia Evangélica Luterana, de Edward Archambault, por 99 años a un costo de $16.000 por año. El contrato de arrendamiento de Weeghman prohibió el uso de la tierra para "fines inmorales o ilegales". Weeghman eligió el sitio, en parte, debido a la proximidad de las pistas 'L'. Después de que la Federal League se retirara, Weeghman pudo comprar una participación en los Chicago Cubs, emergiendo como el dueño mayoritario del club. Luego trasladó a los Cubs del West Side Park de madera al Weeghman Park. 
Su cadena de mostradores de almuerzo perdió el favor del público, y Weeghman se vio obligado a vender más y más de sus acciones en los Cubs al magnate de los chicles William Wrigley Jr. para recaudar dinero. En 1918, Weeghman había vendido su participación restante a Wrigley, y estaba completamente fuera de escena. La familia Wrigley controlaría a los Cubs durante las siguientes seis décadas antes de venderse a la Tribune Company. Esto también llevó al cambio de nombre de Weeghman Park a Cubs Park, y más tarde, Wrigley Field. 
En 1920 se divorció de Bessie Webb y se le dio la custodia de su hija. El 13 de agosto de 1920 su cadena de restaurantes estaba en quiebra y puesta en suspensión de pagos. Su hermano, Albert, se hizo cargo.
El 16 de agosto de 1921, Weeghman patrocinó la primera manifestación estatal del Ku Klux Klan en su propiedad en el Lake Zurich, Illinois. La concentración pudo haber atraído a más de 12.000 personas y vio la iniciación de más de 2.000 nuevos miembros del Klan.
Weeghman se mudó a Manhattan, Nueva York, con su hija de 8 años. Trató sin éxito de comenzar de nuevo en el negocio de los restaurantes.
Murió de un derrame cerebral en el Hotel Drake el 1 de noviembre de 1938 en Chicago, Illinois. Estaba en tránsito desde Hot Springs, Arkansas, hasta su casa en Manhattan, Nueva York.

## Vida personal
Weeghman conoció a su primera esposa, Bessie Webb, cuando trabajaba en su primer comedor como cajera. En 1913, tuvieron una hija, Dorothy. La esposa de Weeghman solicitó el divorcio el 27 de febrero de 1920, alegando que Weeghman había tenido relaciones íntimas con al menos otra mujer. En 1922, dos años después de divorciarse de su primera esposa, Weeghman se fugó a East St. Louis con Carol Osmund, que tenía 29 años en el momento de su boda. Osmund y Weeghman permanecieron casados hasta que sufrió un derrame cerebral fatal el 1 de noviembre de 1938 en el Hotel Drake en Chicago.